# Delyle Alda
Pour les articles homonymes, voir Alda.
Delyle Alda, née le 3 août 1894 à Chicago et morte le 27 août 1927 à Chicago, est une chanteuse des Ziegfeld Follies et star de Broadway.

## Biographie
Delilah Alda Leitzell est née le 3 août 1894 à Chicago, Illinois. Son père, Samuel Leitzell, est peintre en bâtiment et décorateur.
Delyle étudie la musique à Paris et à Londres. Elle commence sa carrière comme chanteuse de cabaret et artiste de vaudeville. Elle débute dans Ziegfeld's 9 O'Clock Frolic en 1918,. 
Elle rejoint les Ziegfeld Follies en 1919, où elle est présentée comme « The beautiful Prima Donna of the Ziegfeld Follies ».  Après deux saisons avec les Follies, elle part jouer dans la comédie musicale de Broadway Blue Elyes au Casino Theatre, le 21 février 1921,. Puis elle apparait dans les shows Snapshots of 1921, et Cocktail d'amour (en) en 1923,. Elle quitte les Scandales lorsque George White donne la plupart de ses chansons à la nouvelle venue Winnie Lightner.
En 1925, elle et son mari William Sheer font une tournée de vaudeville ensemble. 
Elle meurt  d'une péritonite à Chicago, le 27 août 1927, à trente-trois ans.

## Chansons
- Tulip Time, 1919[11],[12].
- Tell Me Little Gypsy, musique d'Irving Berlin, 1920[13].
- The Baby blues, musique de Gershwin,1921[14].
- On the Brim of Her Old Fashioned Bonnet, musique de Gershwin,1921[14],[15].
- Lets Be Lonesome Together, musique de Gershwin,1923[14],[15].

## Cinéma
Elle apparait dans le film fantastique de 1908, The Fairylogue and Radio-Plays.

## Vie privée
Elle épouse Lyle M. Foster, le 27 septembre 1912. Il la quitte en janvier 1916 mais ils restent légalement mariés. Delyle divorce de son mari et épouse l'acteur William Sheer en octobre 1920.